# Белоус, Владимир Васильевич
Владимир Васильевич Белоус (род. 12 августа 1947 года в Киеве) — советский и украинский геодезист, фотограмметрист, кандидат технических наук, доцент Киевского национального университета имени Тараса Шевченко.

## Биография
Родился 12 августа 1947 года в Киеве. С 1965 года работал лаборантом геодезического подразделения научно-исследовательской секции Киевского инженерно-строительного института (КИСИ). С 1967 года работал на кафедре геодезии. Окончил КИСИ в 1972 году. В 1972—1974 годах работал инженером кафедры геодезии. С 1981 года учился в аспирантуре Киевского университета. С отличием окончил в 1985 году высшие государственные курсы повышения квалификации руководящих, инженерно-технических и научных работников. В Киевском университете работает с 1976 года младшим научным сотрудником научно-исследовательской секции кафедры геодезии и картографии, с 1990 года ассистентом, с 1992 — доцентом. Кандидатская диссертация «Совершенствование методов и средств крупномасштабных топографических съёмок» защищена в 1989 году.

## Научная деятельность
Преподаёт нормативные и специализированные курсы: «Радиоэлектронная геодезия», «Фотограмметрия», «Фототопография», «Прикладная фотограмметрия», «Аэрокосмические съёмки», «Дистанционное зондирование Земли».
Награждён Бронзовой медалью ВДНХ СССР за разработку и внедрение в серийное производство командного прибора аэрофотосъёмки.
Сфера научных исследований: фотограмметрия, геодезия, радиоэлектронная геодезия, охрана и сохранение памятников архитектурного наследия, прикладная фотограмметрия. Автор около 60 научных трудов по геодезии, прикладной фотограмметрии, охраны памятников архитектуры. Автор двух изобретений (авторское свидетельство СССР № 545864 «Способ получения изолиний рельефа на фотоснимке»).

## Труды
- Фотограмметрія: Підручник. — К., 1989 (соавтор).
- Радіоелектронна геодезія: Навчальний посібник. — К., 2000 (соавтор).
- Методичний посібник з навчальної топографічної практики для студентів географічного факультету та відділення військової підготовки. — К., 1998 (соавтор).
- Связь координат точек снимка и местности при панорамной фототеодолитной съемке. 1988.
- Геодезія. Статистична обробка та вирівнювальні обчислення результатів вимірювань: Навчальний посібник. — К., 2002.
- Топографія з основами геодезії: Підручник. — К., 2008 (соавтор).
- Дистанційне зондування з основами фотограмметрії: Навчальний посібник. К., 2010 (соавтор).